# 台湾山黑豆
台湾山黑豆（学名：Dumasia bicolor）为豆科山黑豆属下的一个种。种名 bicolor 意为“二色的”。